# Sankt Marienkirchen an der Polsenz
Sankt Marienkirchen an der Polsenz är en ort och kommun  i Österrike. Den ligger i distriktet Eferding i förbundslandet Oberösterreich, 180 kilometer väster om huvudstaden Wien.
Kommunen består av 19 orter (Ortschaften) (inom parentes invånarantal 1 januari 2024):

- Doppl (10)
- Eben (13)
- Furth (204)
- Fürneredt (28)
- Holzwiesen (61)
- Karling (13)
- Kirchholz (33)
- Kleingerstdoppl (54)
- Lengau (141)
- Leopoldsberg (31)
- Obergrub (21)
- Pernau (21)
- Polsenz (55)
- Sankt Marienkirchen an der Polsenz (842)
- Sommersberg (8)
- Unterfreundorf (658)
- Untergrub (17)
- Valtau (49)
- Wieshof (83)